# Buġibba

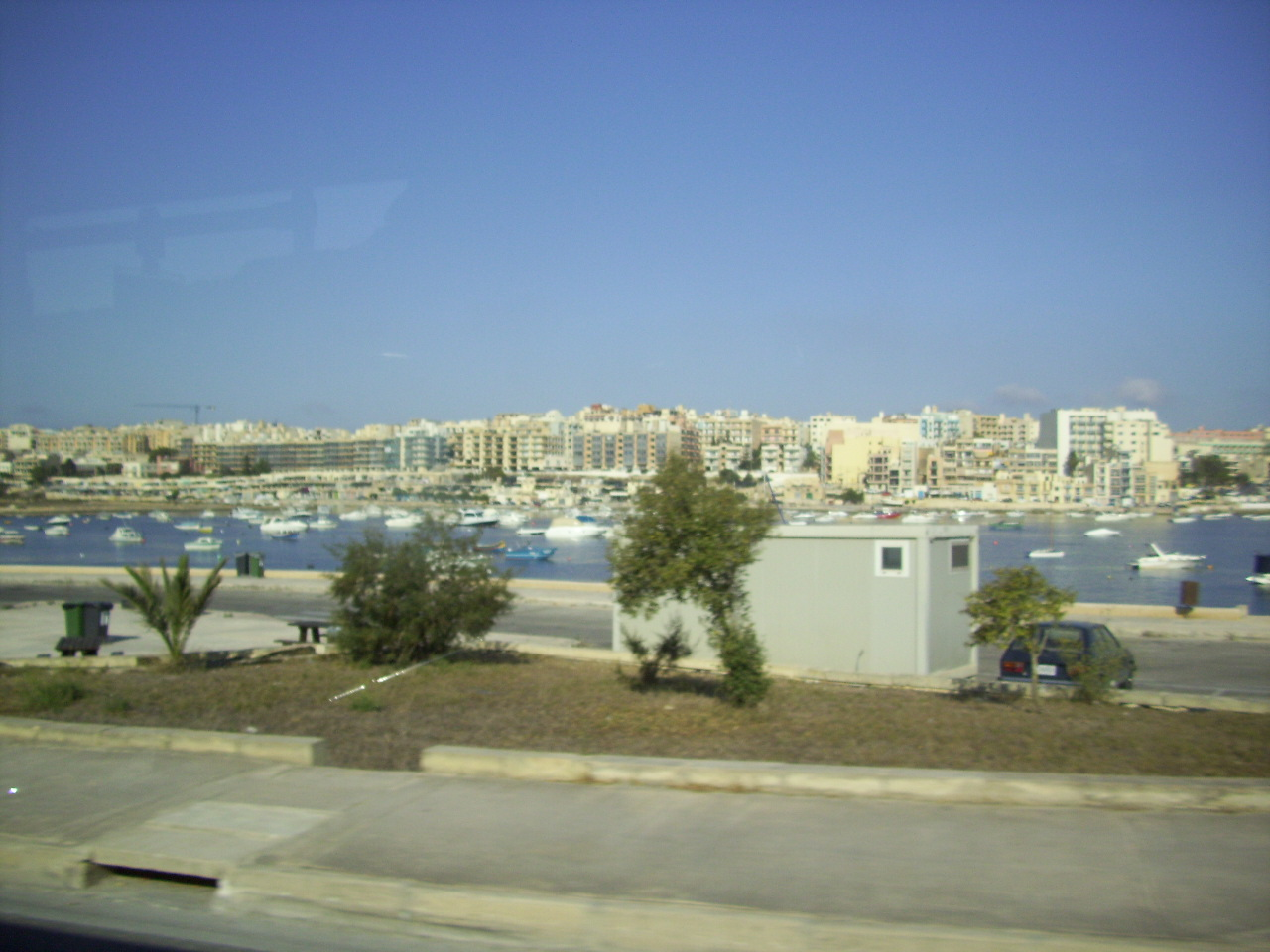
Bugibba

Buġibba är en stad på Maltas nordkust, belägen i kommunen St. Paul's Bay sexton kilometer från huvudstaden Valletta.
Bugibba är sammanvuxen med städerna St. Paul's Bay och Qawra, de tre städerna uppfattas närmast som stadsdelar för en besökare.
Bugibba är en av Maltas större badorter, med mestadels stenstränder. Här finns många restauranger, pubar och hotell och en strandpromenad som går längs hela staden.